# 特爾霍伊河
特爾霍伊河是俄羅斯的河流，位於堪察加半島，河道全長約180公里，流域面積5,950平方公里，最終注入鄂霍次克海，是鮭魚的產卵地。